# María (Almería)
María er en by og kommune i det sydøstlige Spanien i provinsen Almería. Den har et indbyggertal på 1.195 (2024) indbyggere.